# Bernadette Touilleux
Bernadette Touilleux (* 31. Mai 1924 in Rive-de-Gier; † 28. Juli 2010 in  Saint-Chamond) war eine französische Künstlerin der Art brut.

## Leben
Bernadette Touilleux wurde am 31. Mai 1924 in Rive-de-Gier in der Nähe von Lyon geboren. Sie war das jüngste von acht Kindern. Ihr Vater war Vorarbeiter in einem Stahlwerk, ihre Mutter betrieb eine Kurzwarenhandlung. Als Bernadette Touilleux 16 Jahre alt war, fing sie an, im Geschäft ihrer Mutter mitzuarbeiten. Sie war jedoch mit der Situation nicht glücklich, galt als schwierig und war einsam. Ihr Wunsch war es die Familie zu verlassen, zu studieren und Lehrerin zu werden. Ab 1954 litt sie unter Halluzinationen und wurde mehrfach in eine Klinik zur Behandlung eingewiesen. Danach verbrachte sie zwei Jahre in einem Gesundheitszentrum einer Nachbarstadt. Sie kehrte mit Hilfe ihrer Mutter und einer älteren Schwester nach Hause zurück und musste sich wegen ihrer paranoiden Psychose an ein strenges Medikationsprogramm halten. Doch sie führte so ein fast normales Leben.
Nachdem sie 2006 gestürzt war, musste sie in ein Seniorenheim einziehen. Bernadette Touilleux starb am 28. Juli 2010 in Saint-Chamond.

## Werk
Vermutlich fing sie Anfang der 1970er Jahre an, sich kreativ zu betätigen. Sie nutzte dabei unterschiedliche Techniken wie Zeichnen, Malen und Aquarellieren. Ihre Werke schuf sie mit Farbe auf Glas, Farbe auf Keramik, als Holzbildhauerei, Assemblagen und Collagen. Auch die Fotografie nutzte sie. Ihre Therapie wurde 1976 vollständig beendet und nach dem Tod ihrer Mutter lebte Bernadette Touilleux einsamer, wurde jedoch künstlerisch aktiver. Das Kurzwarengeschäft verkaufte sie 1986 und ermöglichte sich mit dem Erlös, sich ausschließlich ihrer Kunst zu widmen. Sie schuf ihre Werke, ohne je eines zu verkaufen oder anderweitig wegzugeben. Ihre Kreationen entstanden hauptsächlich aus Altmaterialien oder Abfällen, die im Haus der Familie gesammelt wurden. Tortenverpackungen, Kurzwarenschubladen, Weihnachtsschmuck, Plastiktüten, zusammen mit Pflanzenelementen wie Ästchen dienten ihr als Grundlage für ihre Werke. Eine Fotokamera erwarb sie 1995. Auch nach dem Umzug in das Seniorenheim blieb sie bis zu ihrem Tod weiter kreativ.
Ihre Werke befinden sich in der Collection de l’Art Brut, Lausanne.

## Ausstellungen
- Des fleurs dans le Buisson. Musée des Arts Buissonniers, Saint-Sever-du-Moustier, 2021[6]
- Outsider Art Fair, Paris, 2015[7]
- 4ème Biennale de l’art brut: „Théâtres“ Collection de l’Art Brut, Lausanne, 2010[8]